# Příkazy
Příkazy település Csehországban, a Olomouci járásban. Příkazy Těšetice, Střeň, Náklo, Senice na Hané, Skrbeň és Horka nad Moravou településekkel határos. Lakosainak száma 1337 fő (2024. január 1.).

## Népesség
A település lakosságának változását az alábbi diagram mutatja:
| Lakosok száma | 1250 | 1387 | 1629 | 1361 | 1360 | 1204 | 1306 | 1315 | 1316 | 1337 |
|               | 1869 | 1890 | 1921 | 1950 | 1980 | 2001 | 2017 | 2019 | 2022 | 2024 |